# البنية الجينية
البنية الجينية هي الأساس الجيني الكامن وراء سمة النمط الظاهري وخصائصها المتغيرة. التباين الظاهري للسمات الكمية (أو الصفات المعقدة) هو بشكل أساسي، نتيجة فصل الأليلات في المواقع الكروموسومية للسمات الكمية. يمكن أن تلعب العوامل البيئية والتأثيرات الخارجية الأخرى أيضًا دورًا في اختلاف النمط الظاهري. البنية الجينية هي مصطلح واسع يمكن عن طريقه إعطاء صفات خاصة بأي فرد معين بناءً على المعلومات المتعلقة بعدد الجينات والأليلات، وتوزيع التأثيرات الأليلية والطفرات، وأنماط تعدد النمط الظاهري، والسيادة (وراثيًا)، والروكبة (كبت صفات جينية بفعل جين آخر).
يوجد العديد من الآراء التجريبية المختلفة للبنية الجينية. فبحسب بعض الباحثين تتفاعل الآليات الجينية المختلفة بطريقة معقدة جدًا، لكنهم يعتقدون أنه يمكن تقريب هذه الآليات إلى معدل متوسط ومعالجتها، إلى حد ما، مثل الضوضاء الإحصائية. يدّعي باحثون آخرون أن كل تفاعل جيني مهم وأنه من الضروري قياس ونمذجة هذه التأثيرات ضمن أنظمة فردية بحسب علم الوراثة التطوري.

## تطبيقاتها
يمكن دراسة البنية الجينية وتطبيقها على العديد من المستويات المختلفة. بشكل أساسي تصف البنية الجينية على المستوى الفردي الأساس الجيني للاختلافات بين الأفراد والأنواع والمجموعات السكانية. يمكن أن يشمل ذلك، من بين تفاصيل أخرى، عدد الجينات التي تشارك في نمط ظاهري معين وكيف تؤثر التفاعلات الجينية، مثل الروكبة (كبت صفات جينية بفعل جين آخر)، على هذا النمط الظاهري. يمكن استخدام تحليلات الخط المتقاطع وتحليلات المواقع الكروموسومية للسمات الكمية لدراسة هذه الاختلافات. قد تكون هذه هي الطريقة الأكثر شيوعًا لدراسة البنية الجينية، وعلى الرغم من أنها مفيدة لتوفير أجزاء من المعلومات، لكنها لا تقدم صورة كاملة للبنية الجينية ككل.
يمكن أيضًا استخدام البنية الجينية لمناقشة تطور المجموعات السكانية. تعتمد النماذج الجينية الكمية الكلاسيكية، مثل تلك التي طورها رونالد فيشر، على أسس تحليلات النمط الظاهري بحسب مساهمات الجينات المختلفة وتفاعلاتها. تُدرس البنية الجينية أحيانًا باستخدام خريطة النمط الجيني-النمط الظاهري، والتي تصور بيانيًا العلاقة بين النمط الجيني والنمط الظاهري.
تعتبر البنية الجينية مهمة جدًا لفهم النظرية التطورية لأنها تصف التباين الظاهري في مصطلحاتها الجينية الأساسية، وبالتالي فهي تعطينا أدلة حول الإمكانات التطورية لهذه الاختلافات. لذلك، يمكن للبنية الجينية أن تساعدنا في الإجابة عن الأسئلة البيولوجية المتعلقة بالانتواع، وتطور الجنس وإعادة التركيب، وبقاء مجموعات صغيرة على قيد الحياة، وتزاوج الأقارب، وفهم الأمراض، وتربية الحيوانات والنباتات، وغير ذلك.

## التطوريّة
تُعرّف التطورية (أو قابلية التطور) حرفيًا على أنها القدرة على التطور. بالنسبة إلى علم الوراثة، فإن قابلية التطور هي قدرة النظام الجيني على إنتاج المتغيرات الجينية القابلة للتكيف بالتالي المحافظة على نفسها. يوجد العديد من جوانب البنية الجينية التي تساهم بقوة في قابلية تطور النظام، بما في ذلك الاستقلالية، وقابلية التغيير، والتنسيق، والروكبة (كبت صفات جينية بفعل جين آخر)، وتعدد النمط الظاهري، وتعدد الجينات، والمكينية (أو تحمل التشويش).
- الاستقلالية: وجود صفات شبه مستقلة مع إمكانية الاستقلالية التطورية.[5]
- قابلية التغيير: إمكانية حدوث طفرة جينية.
- التنسيق: ظاهرة مثل التطوير، تحدث خلالها العديد من العمليات والتغيرات الجينية المختلفة في وقت واحد.
- الروكبة (كبت صفات جينية بفعل جين آخر): ظاهرة يعتمد فيها جين واحد على وجود واحد أو أكثر من الجينات «المعدلة».
- تعدد الجينات: ظاهرة تساهم فيها جينات متعددة في صفة ظاهرية معينة.
- تعدد النمط الظاهري: ظاهرة يؤثر فيها جين واحد على واحد أو أكثر من الخصائص المظهرية.
- المكينية (أو تحمل التشويش): قدرة النمط الظاهري على البقاء بشكله الثابت على الرغم من حدوث طفرة جينية.